# Sporolithales
Sporolithales Le Gall L, Payri CE, Bittner L, Saunders GW, 2009 é o nome botânico de uma ordem de algas vermelhas pluricelulares da classe Florideophyceae, subfilo Rhodophytina.
- Ordem nova. Foi criada em 2009 (Le Gall L, Payri CE, Bittner L, Saunders GW) para comportar os gêneros da família Sporolithaceae (E. Verheij, 1993). Análises filogenéticas não suportaram estes gêneros na ordem Corallinales.

## Táxons inferiores
Família: Sporolithaceae E. Verheij, 1993
Gêneros:  Heydrichia, Sporolithon